# Бувума (округ)
Бувума — округ на юго-востоке Уганды. Относится к Центральному региону. Округ появился 1 июля 2010 года, когда был выделен из округа Муконо.

## География
Округ целиком расположен на 52 островах одноимённого архипелага на севере озера Виктория. Столица округа, город Китамило, расположена на крупнейшем острове Бувума. По суше округ границ не имеет, по воде на севере граничит с округом Джинджа, на юге с Танзанией, на востоке с округом Маюга, на северо-западе и западе с округом Буйкве. Округ разделён на 9 районов. Ближайший крупный город Джинджа расположен примерно в 30 километрах к северу, расстояние до Кампалы примерно 80 километров.

## Население и экономика

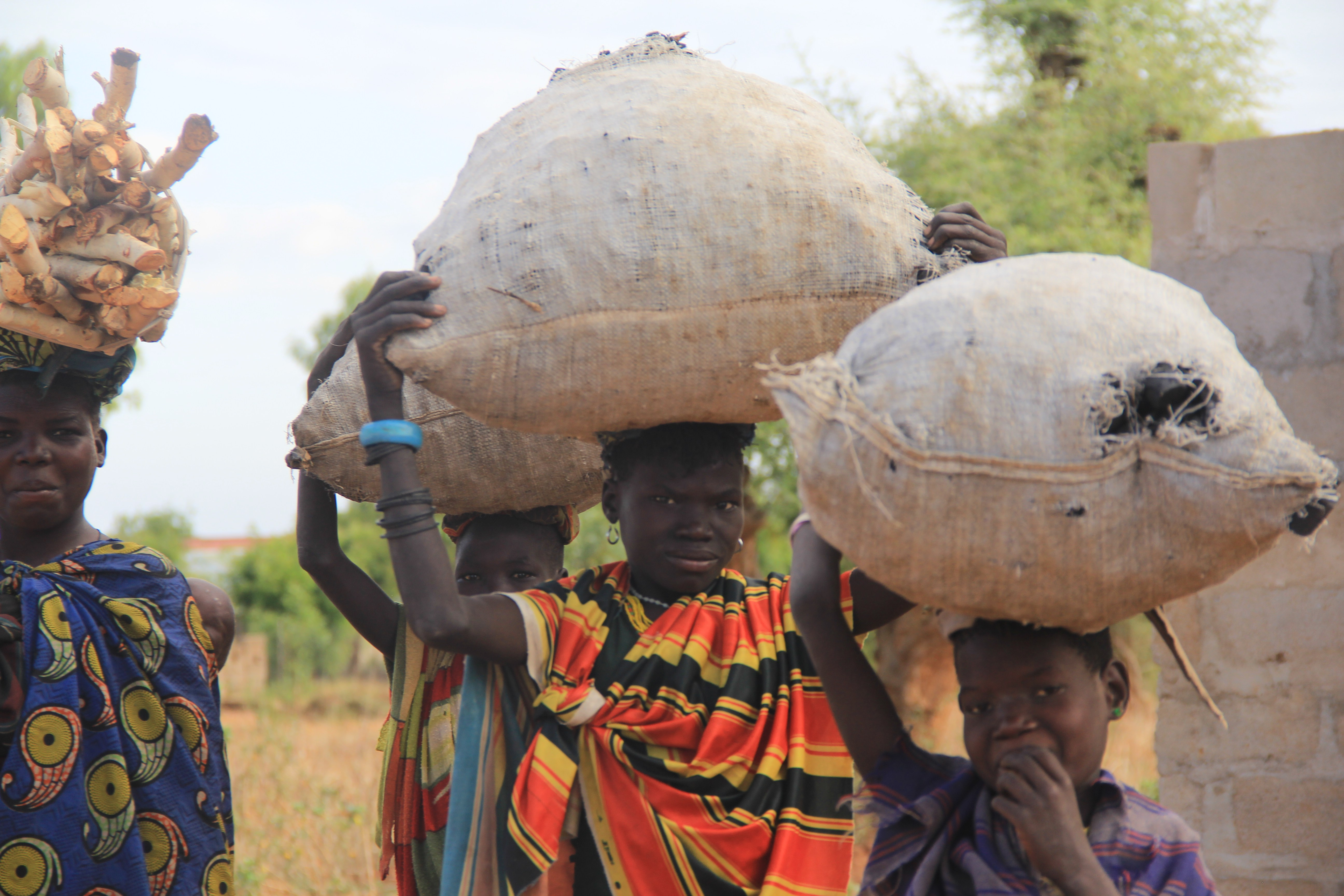
Женщины с древесным углём

Согласно переписи населения 2024 года, население округа составляет 110 832 человека. В 2014 году население составляло 89 890 человек, в 2002 году — 42 500 человек, в 1991 году — 18 500 человек. Плотность населения — 374.4 чел./км². Важнейшими экономическими видами деятельности острова являются рыболовство, от которого зависят большинство жителей округа, туризм, лесозаготовка и изготовление древесного угля. Вылов рыбы и вырубка лесов для получения древесного угля являются главными экологическими проблемами округа. На территории округа расположено 26 заповедников. В округе разводится небольшое количество скота.